# Bottom
Bottom är en engelsk komediserie som sändes i tre säsonger åren 1991-1992 och 1995 på BBC2. Den är en fristående uppföljare på serien Hemma värst.

## Handling
Serien handlar om två killar i trettioårsåldern som bor i Hammersmith, London i ett äckligt hus och man kan lugnt säga att de går varandra på nerverna. Serien blandar ordvitsar, sexkomik och våldsam och blodig slapstick. 

## Roller
- Rik Mayall – Richard Richard: En riktig loser. Har nästan inga vänner och är oskuld (vilket han ofta nämner i serien).
- Adrian Edmondson – Edward Elizabeth Hitler: En alkoholist som gillar att slåss och är stor beundrare av fotbollslaget Queens Park Rangers FC.
- Steve O'Donnell – Spudgun (svenska översatt till Potatissäcken alt Pluggkanonen): En av Eddies alkoholistkompisar som Richie hatar.
- Christopher Ryan – Dave Hedgehog: En till alkis som Eddie är kompis med. Han är dock mer loj än Spudgun.
- Lee Cornes – Dick Head
- Roger Sloman – Mr. Harrison

## Avsnitt
Notering: Avsnittens namn är tänkt att vara en ändelse på ordet "bottom".

### Säsong 1 (1991)
| Titel        | Sändningsdatum    | Notering                                |
| ------------ | ----------------- | --------------------------------------- |
| "Smells"     | 17 september 1991 |                                         |
| "Gas"        | 24 september 1991 |                                         |
| "Contest"    | 1 oktober 1991    | (Saknas i den svenska utgåvan av dvd:n) |
| "Apocalypse" | 8 oktober 1991    |                                         |
| "'S Up"      | 15 oktober 1991   |                                         |
| "Accident"   | 29 oktober 1991   |                                         |

### Säsong 2 (1992)
| Titel      | Sändningsdatum  | Notering |
| ---------- | --------------- | -------- |
| "Digger"   | 1 oktober 1992  |          |
| "Culture"  | 8 oktober 1992  |          |
| "Burglary" | 15 oktober 1992 |          |
| "Parade"   | 22 oktober 1992 |          |
| "Holy"     | 29 oktober 1992 |          |
| "'S Out"   | 10 april 1995   |          |

### Säsong 3 (1995)
| Titel      | Sändningsdatum   | Notering |
| ---------- | ---------------- | -------- |
| "Hole"     | 6 januari 1995   |          |
| "Terror"   | 13 januari 1995  |          |
| "Break"    | 20 januari 1995  |          |
| "Dough"    | 27 januari 1995  |          |
| "Finger"   | 3 februari 1995  |          |
| "Carnival" | 10 februari 1995 |          |

De har även skrivit manus till en fjärde säsong av serien som aldrig spelats in.

## DVD
Serien finns utgiven på DVD i Sverige.